# 루크 월튼

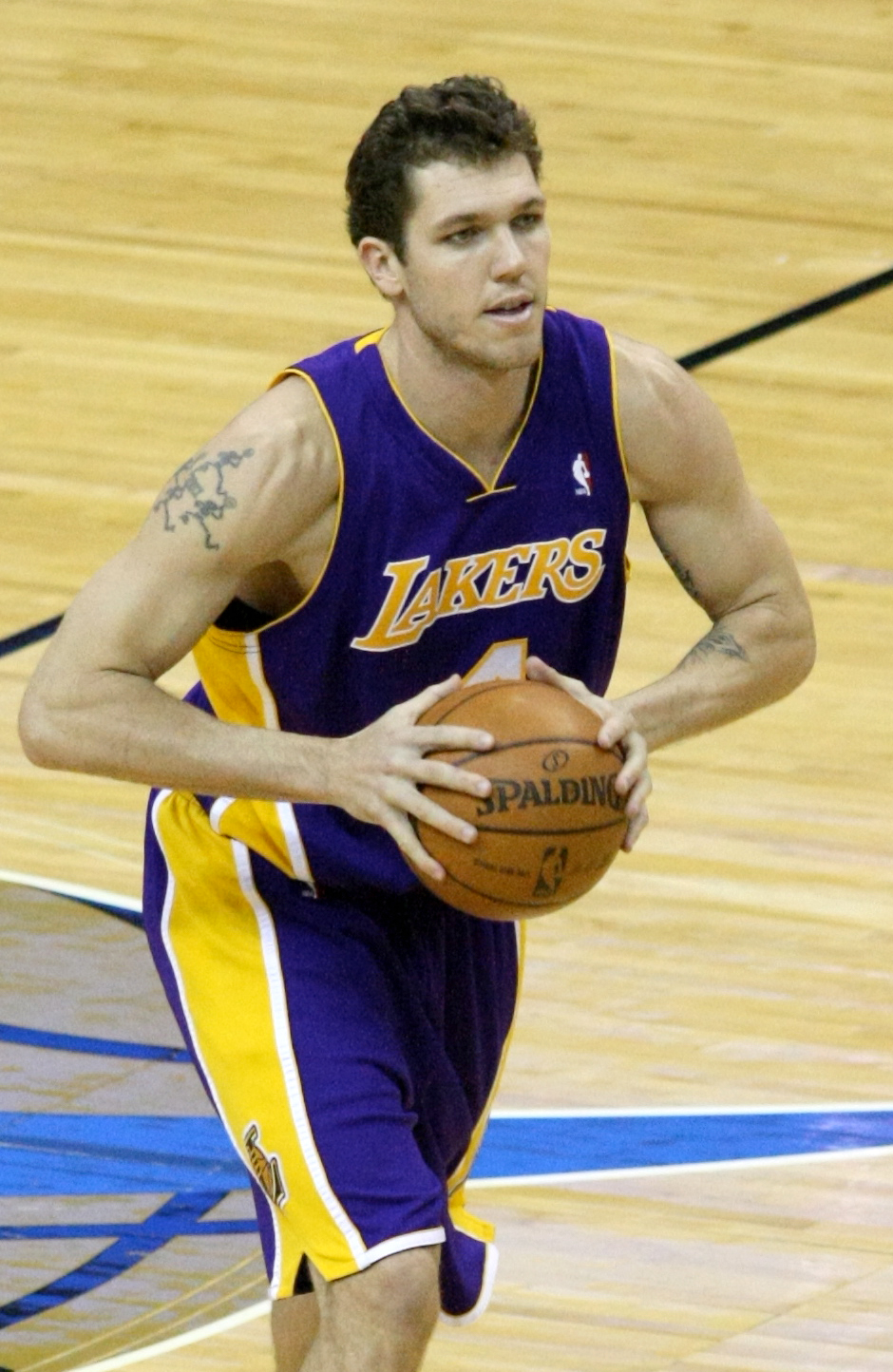

루크 월튼(Luke Walton, 본명: 루크 시어도어 월튼, Luke Theodore Walton, 1980년 3월 28일 ~ )은 미국 프로 농구 코치이자 NBA(전미 농구 협회) 디트로이트 피스턴스의 수석 보조 코치였던 전 선수이다. NBA에서 포워드로 10시즌을 뛰었고 로스앤젤레스 레이커스에서 두 번의 NBA 챔피언십을 우승했다. 또한 2016년부터 2019년까지 레이커스의 감독으로 재직하기 전에 골든스테이트 워리어스에서 보조 코치로 타이틀을 획득했다. 또한 월튼은 2019년부터 2021년까지 새크라멘토 킹스의 감독을 역임했다.
월튼은 애리조나 와일드캣츠에서 대학 농구를 했다. 올 아메리칸 2군에 뽑혔고 팩-10에서 1군 전체 컨퍼런스에 2번 선정되었다. 2003년 NBA 드래프트 2라운드에서 레이커스에 지명되었다. 2010년 NBA 결승전 이후, 월튼과 그의 아버지인 명예의 전당 헌액자인 빌 월튼은 둘 다 여러 NBA 챔피언십에서 우승한 최초의 부자가 되었다. 빌은 1977년과 1986년에, 루크는 2009년과 2010년에 우승했다. 통계적으로 그의 최고의 시즌은 2006-07년 경기당 11득점, 5리바운드, 4어시스트 이상을 기록했다.
2015-16년 워리어스의 임시 감독으로서 팀을 24경기에서 리그 역사상 한 시즌을 시작하는 최장 연승 기록으로 이끌었다.

## 경력

### 프로 경력
- 로스앤젤레스 레이커스(2003~2012)
- 클리블랜드 캐벌리어스 (2012-2013)

### 초기 코칭 경력
- 골든스테이트 워리어스(2014~2016)
- 로스앤젤레스 레이커스(2016~2019)
- 새크라멘토 킹스 (2019-2021)
- 클리블랜드 캐벌리어스(2022~2024)
- 디트로이트 피스톤스 (2024)